# Семёновская (Пежемское сельское поселение)
Семёновская — деревня в Вельском районе Архангельской области России. Входит в состав Муниципального образования «Пежемское».

## География
Деревня расположена в 28 километрах на юго-запад от города Вельска, на левом берегу реки Пежма притока Ваги. Ближайшие населённые пункты: на юге деревня Елинская, на юго-востоке деревня Притыкинская.
Часовой пояс
Осиновская, как и вся Архангельская область, находится в часовой зоне МСК (московское время). Смещение применяемого времени относительно UTC составляет +3:00.

## Население
| 2002 | 2010 | 2012 | 2014 |
| ---- | ---- | ---- | ---- |
| 3    | ↘1   | ↘0   | →0   |

## История
Указана в «Списке населённых мест по сведениям 1859 года» в составе Вельского уезда Вологодской губернии под номером «2186» как «Семеновское(Задняя)». Насчитывала 18 дворов, 46 жителей мужского пола и 48 женского.

## Достопримечательности
Часовня Зосимы и Савватия Объект культурного наследия № 2900000265  - Деревянная, обшитая тёсом, часовня на подклете, XVIII века постройки. Представляет собой восьмерик на четверике завершён шатром, с запада к нему примыкают притвор и крыльцо. В советские годы использовалась в качестве склада сельсовета. В 2011 году проведены консервационные работы, а в 2012-2014 годах ремонт.
- Часовня Зосимы и Савватия в 2017 году